# Argyresthia inauratella
Argyresthia inauratella is een vlinder uit de familie van de pedaalmotten (Argyresthiidae). De wetenschappelijke naam van de soort werd in 1847 gepubliceerd door Johan Martin Jakob von Tengström.